# Curgã
Curgã (russo:  Курган; IPA: [kʊrˈgan]) é uma cidade da Rússia, o centro administrativo do Oblast de Curgã.
A cidade é localizada ao rio Tobol. As linhas ferroviárias correm de Curgã para Ecaterimburgo, Tcheliabinsk, Petropavl.

## Esporte
A cidade de Curgã é a sede do Estádio Central e do FC Tobol Kurgan, que participa do Campeonato Russo de Futebol.

## Cidades-Irmãs
- Appleton, Estados Unidos[4]
- Rufina, Itália (1982)[5]